# 光网络终端
光网络终端（英語：Optical Network Terminals），是指通过光纤介质进行传输，将光信号调制解调为其他协议信号的网络设备。光网络终端设备作为大型局域网、城域网和广域网的中继传输设备。不同于光纤收发器，光纤收发器只是收光和发光，不涉及到协议的转换。